# Pervomaiski (Stàvropol)
Pervomaiski (en rus: Первомайский) és un poble (un khútor) del krai de Stàvropol, a Rússia, que en el cens del 2010 tenia 225 habitants. Pertany al districte rural de Levokúmskoie.